# R Piscis Austrini
R Piscis Austrini är en pulserande variabel av Mira Ceti-typ (M) i stjärnbilden Södra fisken. Stjärnan var den första i stjärnbilden som fick en variabelbeteckning.
Stjärnan varierar mellan visuell magnitud +8,3 och 14,7 med en period av 292,3 dygn.

## Fotnoter
1. ↑  Variabelstjärnornas beteckningar börjar med bokstäverna R-Z, därefter A-Q, följt av RR-ZZ och AA-QQ, varefter de börjar betecknas med bokstaven V och ett ordningsnummer, från och med V335.